# Kokerbijl

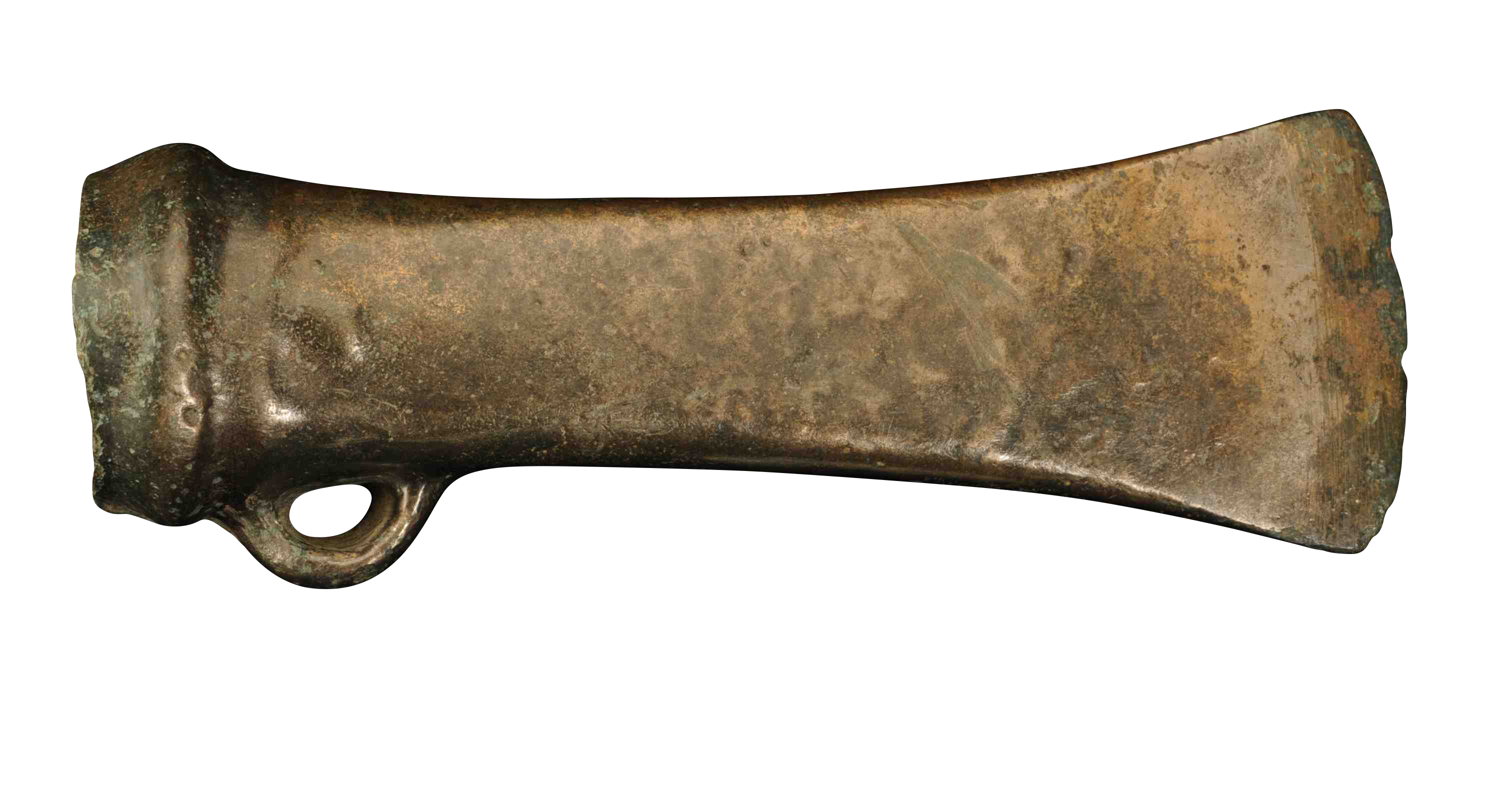
Kokerbijl van het Plainseau-type uit het bronsdepot van Heppeneert, rond 800 v.Chr., collectie Erfgoedfonds van de Koning Boudewijnstichting, Gallo-Romeins Museum (Tongeren)

De kokerbijl is een bijl uit brons of ijzer die zich tijdens de Late Bronstijd uit de vleugelbijl en de hielbijl ontwikkelde en zich tot in de Pre-Romeinse IJzertijd handhaafde. Kokerbijlen komen wijdverspreid in Europa voor, het meest in Midden- en Noord-Europa.

## Schachting

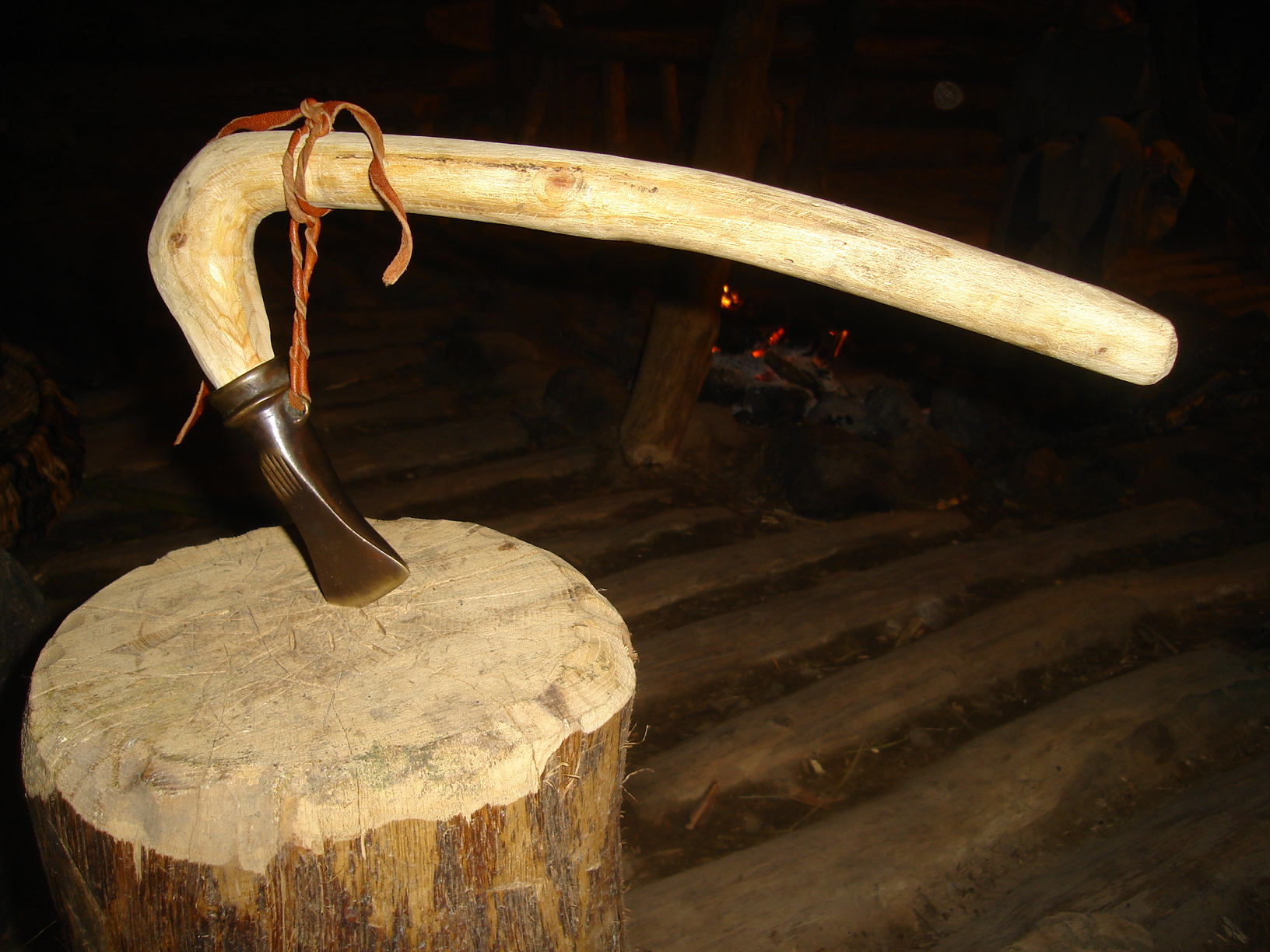
Reconstructie van een geschachte kokerbijl van de Lausitzcultuur

Kokerbijlen worden geschacht met een kniehout, een stok met aan een eind een korte zijstaak. Veel kokerbijlen bezitten een aangegoten oog, welke ter bevestiging van de bijl aan de steel diende. Deze ogen vindt men al regelmatig bij de voorafgaande hiel- en vleugelbijlen.

## Bronstijd
De vroegste exemplaren stammen uit de Midden-Bronstijd. Ze werden toen naast andere bijlvormen gebruikt. Tijdens de Latere Bronstijd waren deze andere typen vrijwel geheel verdrongen. 
De bronzen bijlen bezitten vaak gegoten decoraties. De versieringen variëren van eenvoudige rechte lijnen, gebogen lijnen, pijlvormige en geruite patronen tot complexe versieringen. Een indeling naar oorsprongsgebied is op basis van de decoraties echter niet mogelijk, misschien vanwege wijdverspreide handel of gestandaardiseerde productiemethoden.

## IJzertijd
Aan het begin van de IJzertijd was men om technische redenen nog niet in staat ijzeren kokerbijlen te maken. Waar brons gegoten werd, moest het in laagovens geproduceerde staal door smeden gevormd worden. De eerste ijzeren bijlen waren daarom vlakbijlen, de zogenaamde Ärmchenbeile. Pas uit de late Hallstattperiode en vroege La Tène-periode vindt men gesmede ijzeren kokerbijlen.
Ook bronzen kokerbijlen bleven in de vroege IJzertijd nog enige tijd in gebruik. Tijdens deze periode werden er in Bretagne en Normandië kokerbijlen van een sterk loodhoudende bronslegering geproduceerd, zogenaamde Armoricaanse kokerbijlen. Deze waren te zacht om daadwerkelijk gebruikt te worden en tonen daar ook geen sporen van. Er wordt verondersteld dat deze een rituele functie hadden of als ruilmiddel gebruikt werden.
Ook functionele bronzen kokerbijlen werden tijdens de vroege IJzertijd echter nog veelvuldig geproduceerd, zo tonen verscheidene soms zeer rijke depotvondsten.
Bij vondsten uit de Middeleeuwen die op La Tène-kokerbijlen lijken handelt het zich vaak om 
hakken voor de landbouw. Deze onderscheiden zich van de La Tène-bijlen door hun ronde koker; de La Tène-bijlen bezitten vrijwel altijd een vierkante koker.

## Afbeeldingen

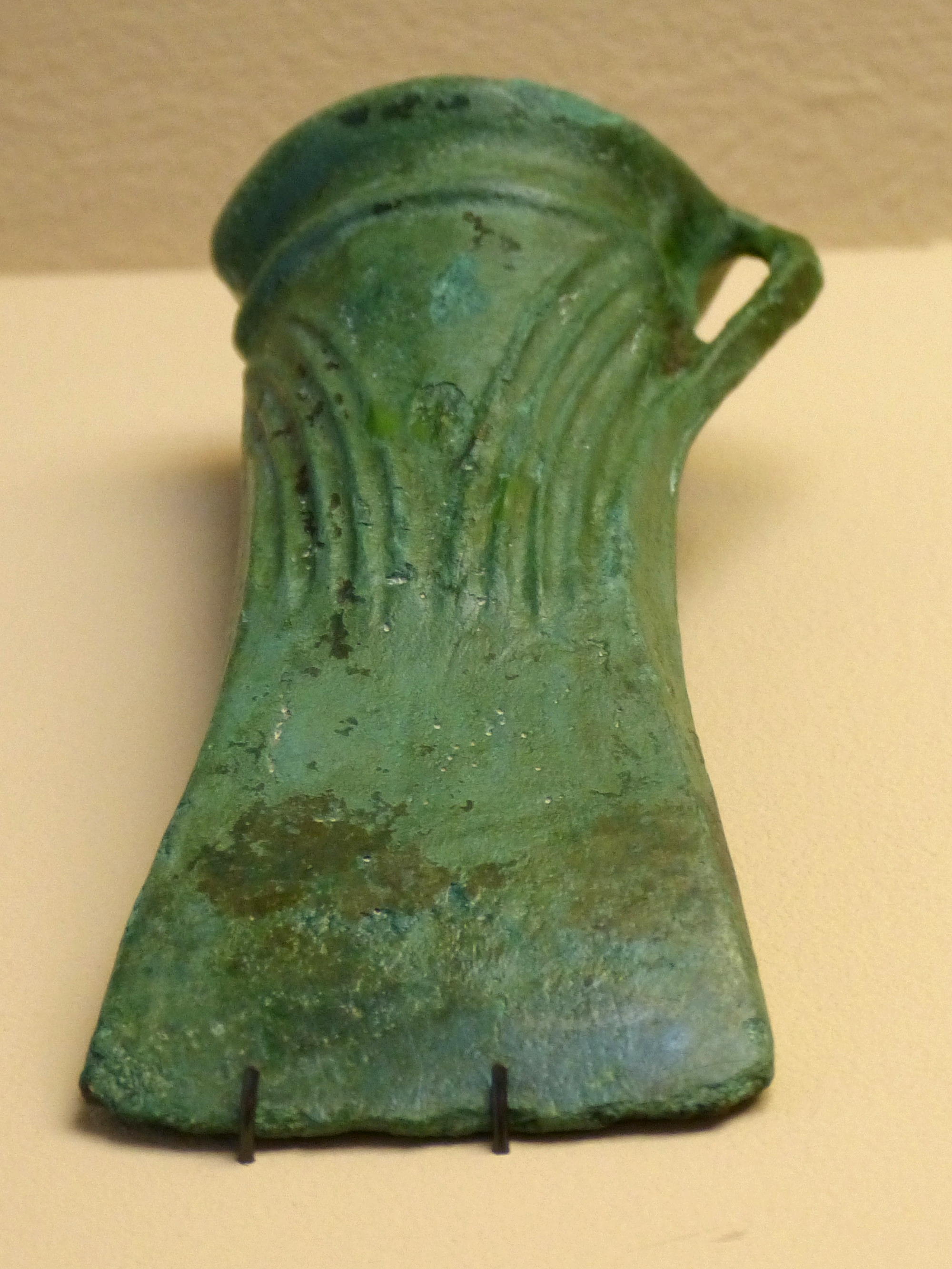
Kokerbijl van de urnenveldencultuur
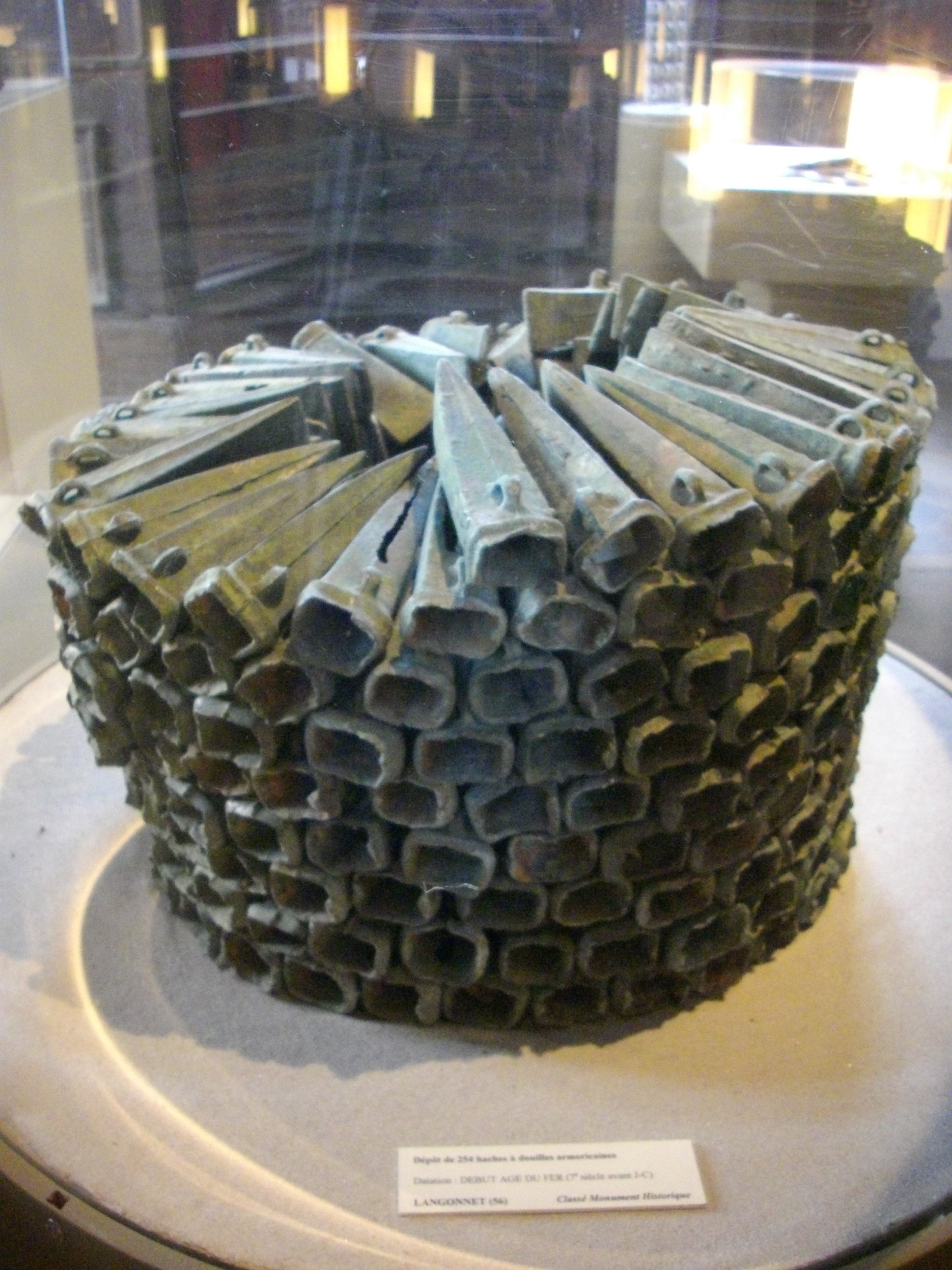
Depotvondst van Langonnet met 254 Armoricaanse kokerbijlen
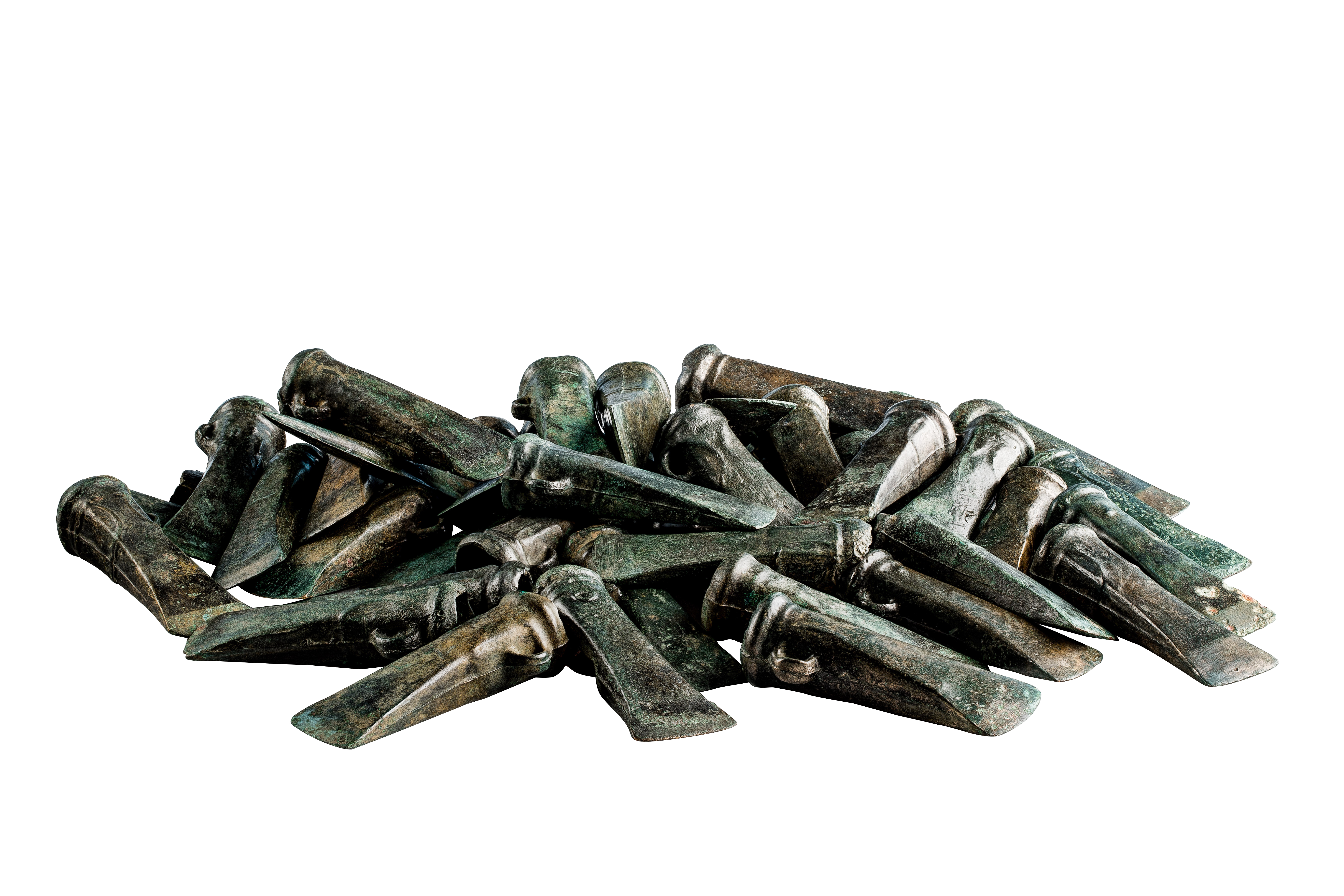
Het bronsdepot van Heppeneert, 47 kokerbijlen en een lanspunt, ca. 800 v.Chr., collectie Erfgoedfonds van de Koning Boudewijnstichting, Gallo-Romeins Museum (Tongeren)